# Stéphane Martin (dirigeant sportif)
Pour les articles homonymes, voir Stéphane Martin et Martin.
Stéphane Martin, né le 13 janvier 1971 à Bordeaux, est un dirigeant sportif français, président des Girondins de Bordeaux de 2017 à 2018.

## Biographie
Né le 13 janvier 1971 à Bordeaux, Stéphane Martin est diplômé de l'ENSTA ParisTech, de l'université Paris VI et  de Sciences Po Paris (spécialité finances),.
En 1995, il intègre Indosuez, puis le groupe Crédit agricole jusqu'en 2010. Ensuite, il est nommé chef d'équipe produits dérivés à Madrid, de la banque Santander.
En juin 2016, Stéphane Martin devient administrateur des Girondins de Bordeaux. Le  9 mars 2017, il succède à Jean-Louis Triaud à la présidence du club,. Frédéric Longuépée lui succède fin 2018.